# Spleen baudelairià
Spleen baudelairià fa referència a una profunda melangia nascuda del mal de viure, que Charles Baudelaire va expressar en diversos poemes del seu recull Les Flors del Mal. Encara que aquest l'associa, discretament no en un mal real sinó en una ràbia per viure. En una frustració colèrica d'un Ideal no realitzat, al qual no hi renuncia. L'spleen acompanya finalment el títol de la seva obra: Spleen et Idéal. Aquest sentiment desperta una esperança, fàcilment distingible dels seus textos més foscos: Je suis comme le roi d'un pays pluvieux, riche, mais impuissant (Sóc com el rei d'un país plujós, ric, però impotent) (LXXVII). Lluny de renunciar als seus somnis més bojos, fins i tot quan intenta desaparèixer en els seus Paradisos Artificials, tota la subtilitat de l'spleen baudelairià resideix en una set de bellesa amagada, com en aquest vers considerat com el més ric de la llengua francesa: Le soleil s'est noyé dans son sang qui se fige (El sol s'ha ofegat en la seva sang coagulada).

## Etimologia
L'spleen és el terme anglès que designa la melsa. Deriva del grec antic σπλήν (splên), del mateix significat.
La teoria dels humors del metge Hipòcrates explica que la melsa segrega en el cos humà un fluid - la bilis negra - que, produït en excés, activa la malenconia, forma extrema de la depressió.
Malgrat que aquesta teoria fou rebutjada temps després, la idea que una disfunció d'un òrgan afecta el caràcter s'ha estès en el llenguatge habitual, tal com ho prova l'expressió "regirar-se-li la bilis".
Baudelaire fa així del terme spleen la metàfora central del seu recull Les Flors del Mal.

## Ús artístic
D'ençà el 1848, en el seu projecte de recull poètic aleshores anomenat Les Limbes (Les Flors del Mal fou editat el juny de 1857), Baudelaire busca "representar les agitacions i les melancolies de la joventut moderna".
El terme melancolia l'utilitza en la seva accepció comuna i no en el sentit mèdic del mot.
El 1869, alguns mesos després de la seva mort, un conjunt de poemes en prosa, escrits entre el 1853 i el 1864, apareix publicat sota el títol Le Spleen de Paris.
Abans que Baudelaire, la paraula spleen fou emprada per escriptors romàntics anglesos i alemanys.
A Malheurs d'un amant heureux, publicat el 1815, Sophie Nichault de la Valette posa en escena un enamorat, patint l'spleen, fent referència a la malaltia anglesa.
A les seves Memòries, en les quals la redacció d'alguns dels seus passatges remunta a 1831, el compositor Hector Berlioz explica l'spleen mitjançant una seqüència de metàfores que evoquen un experiment químic a base d'àcid sulfúric.

## Anàlisi
L'spleen expressa un estat d'astènia moral que s'explica per:
- L'angoixa del temps que passa,
- La solitud,
- La nostàlgia,
- El sentiment d'impotència,
- La culpabilitat,
- El tedi,
- La melancolia d'un amor degradat. La melancolia poètica, tal com l'entenem generalment, en contraposició de la melancolia malaltissa la qual, si bé no tortura l'ànima, fa referència al punt de la caiguda on la neurosi es troba amb la psicosi.

Tradueix un profund mal de viure, que toca la desesperació.
Segons Baudelaire, si la joia pot sorgir de la Bellesa, aquella no és més que una decoració de les més vulgars, "mentre que la Melancolia n'és, per dir-ho d'alguna manera, la seva il·lustra companya".
Ell mateix s'agredeix, ridiculitza les seves creences, es fereix per a no morir-ne.
D'humor depressiu, l'autor de Les Flors del Mal realitza diverses temptatives de suïcidi. El seu estat psíquic l'inspira artísticament. Fins i tot el complau, no sense masoquisme. Però el seu spleen s'inscriu sempre en la seva cerca de l'ideal, al qual hi accedeix de vegades gràcies a correspondències secretes.
Com en el seu poema Heautontimoroumenos on declama ser "el sinistre mirall on la megera es fita". "La ferida i el ganivet". "La cleca i la galta". I finalment el seu "cor el vampir".
La secció inicial de Les Flors del Mal s'anomena, com ja s'ha dit, Spleen i Ideal. Aquesta secció inclou quatre poemes cèlebres, agrupats sota el títol Spleen, que expressen una tristesa mòrbida, però no menys voluntària dans la seva auto-flagel·lació vinculada a:
- L'abatiment causat per l'hivern glacial, humit i mortífer (I - Pluviôse, irrité contre la ville entière);
- La pesadesa del record et la vacuïtat de l'existència (II - J'ai plus de souvenirs que si j'avais mille ans);
- Un malestar intens, on l'instint de mort s'instal·la (III - Je suis comme le roi d'un pays pluvieux) i després triomfa (IV - Quand le ciel bas et lourd pèse comme un couvercle).

No cal oblidar el vers ja citat: "j'ai plus de souvenirs que si j'avais mille ans" (tinc tants records com si tingués mil anys).
La seva decadència - una rica herència que va dilapidar en plaers diversos! - no sembla ser més que una temptativa - com dels seus suïcidis? - de despertar una passió. Una passió que en el seu segle havia de deixar pas a una felicitat simple i confortable.

## Posteritat
Després de Baudelaire, d'altres poetes francesos van expressar aquest sentiment de tristesa profunda.
El 1874, Paul Verlaine afegeix, al seu recull Romances sans paroles, una peça anomenada Spleen.
El 1885, a Les Complaintes, Jules Laforgue cantat un dolor de viure evocant l'spleen baudelairià, impregnat d'autoescarni.
El 1970, el poeta Léo Ferré fa referència a l'spleen en el seu text "la mémoire et la mer".
El 2004, el grup de hip-hop quebequès Loco Locass publica el disc Amour Oral en el qual s'hi inclou la peca Spleen et Montréal.
El 2010, el grup musical Stupeflip, integrat per Julien Barthélemy, Stéphane Bellenger et Jean-Paul Michel, produeix una cançó intitulada Le spleen des petits, represa en llur àlbum The Hypnoflip Invasion.
El 2012, el raper Jazzy Bazz publica la canço "64 mesures de spleen", extreta del seu projecte "Sur la route du 3.14".
El 2018, la cantant belga Angèle i el seu germà Roméo Elvis fan referència a l'spleen en el seu títol Tout oublier.
El 2018, el raper Dinos dedica una canço epònima a l'spleen, en la qual fa nombroses referències a Charles Baudelaire.